# Jean-Marc Degraeve
Jean-Marc Degraeve (Tourcoing, 26 de enero de 1971) es un jugador de ajedrez francés que tiene el título de Gran Maestro desde 1998.
En la lista de Elo de la Federación Internacional de Ajedrez (FIDE) de octubre de 2014, tenía un Elo de 2575 puntos, lo que le convertía el jugador número 10 (en activo) de Francia. Su máximo Elo fue de 2602 puntos, en la lista de julio de 2001 (posición 94 en el ranking mundial).

## Trayectoria y resultados más destacados
En 1987 se proclamó campeón juvenil de ajedrez de Francia. Ha sido dos veces tercero en el Campeonato de Francia, en los años 2000 y 2001, y una vez subcampeón, en 2013 en Nancy, cuando fue derrotado en el play-off de desempate por el título por Hicham Hamdouchi. Degraeve ha participado representando a Francia en numerosas competiciones por equipos, entre ellas en la Olimpiada de Estambul en 2000 (tercer tablero), en Bled en 2002 (cuarto tablero) y Calviá en 2004 (primer tablero suplente, medalla de bronce individual).